# Hochmoselübergang

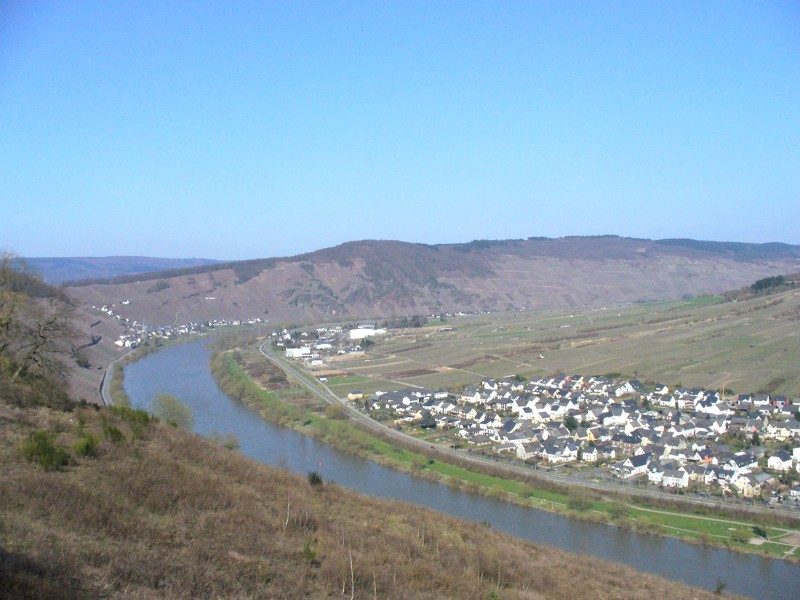
Moseltal bei Zeltingen-Rachtig (2009)

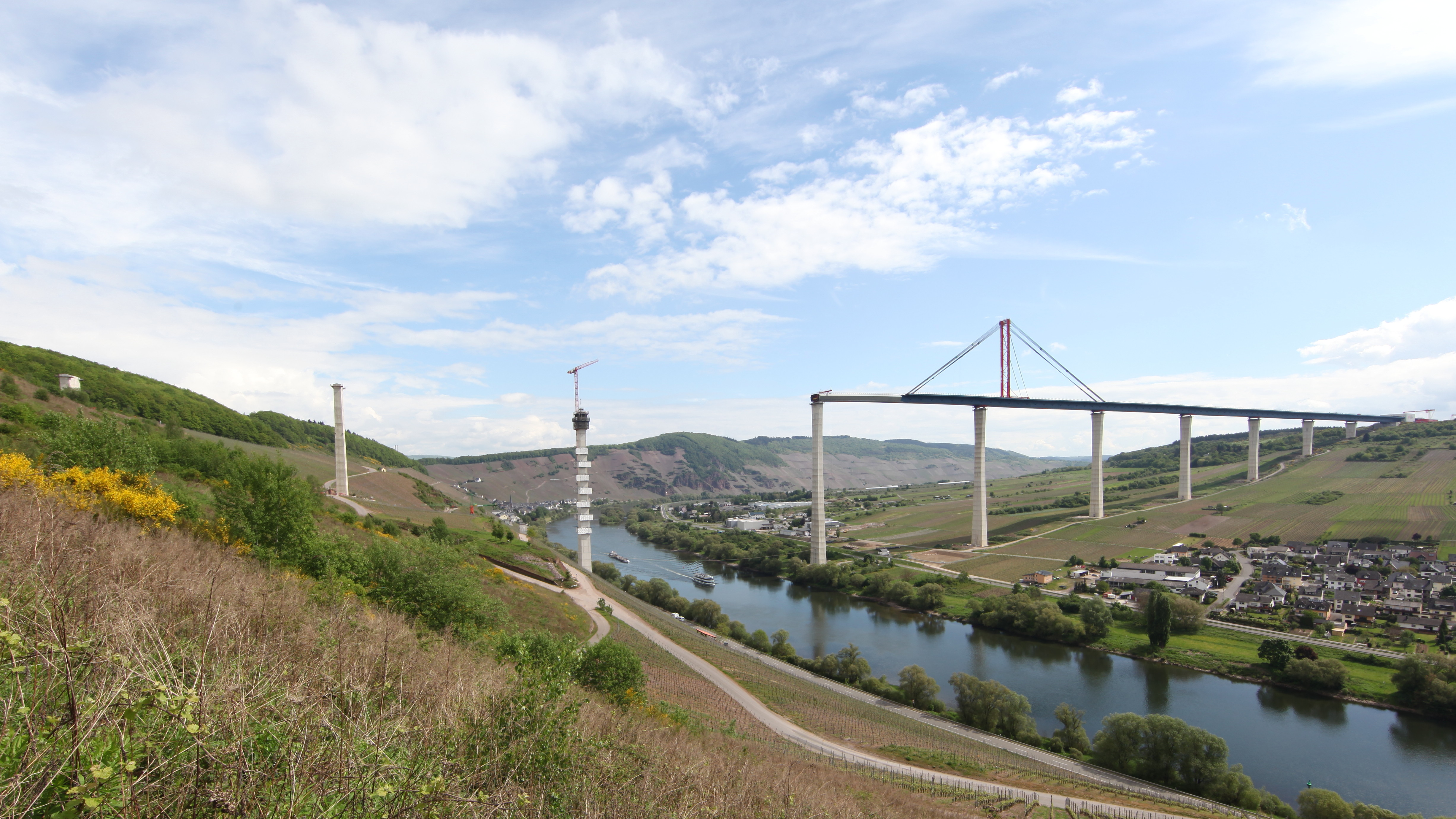
Moseltal bei Zeltingen-Rachtig (2017)

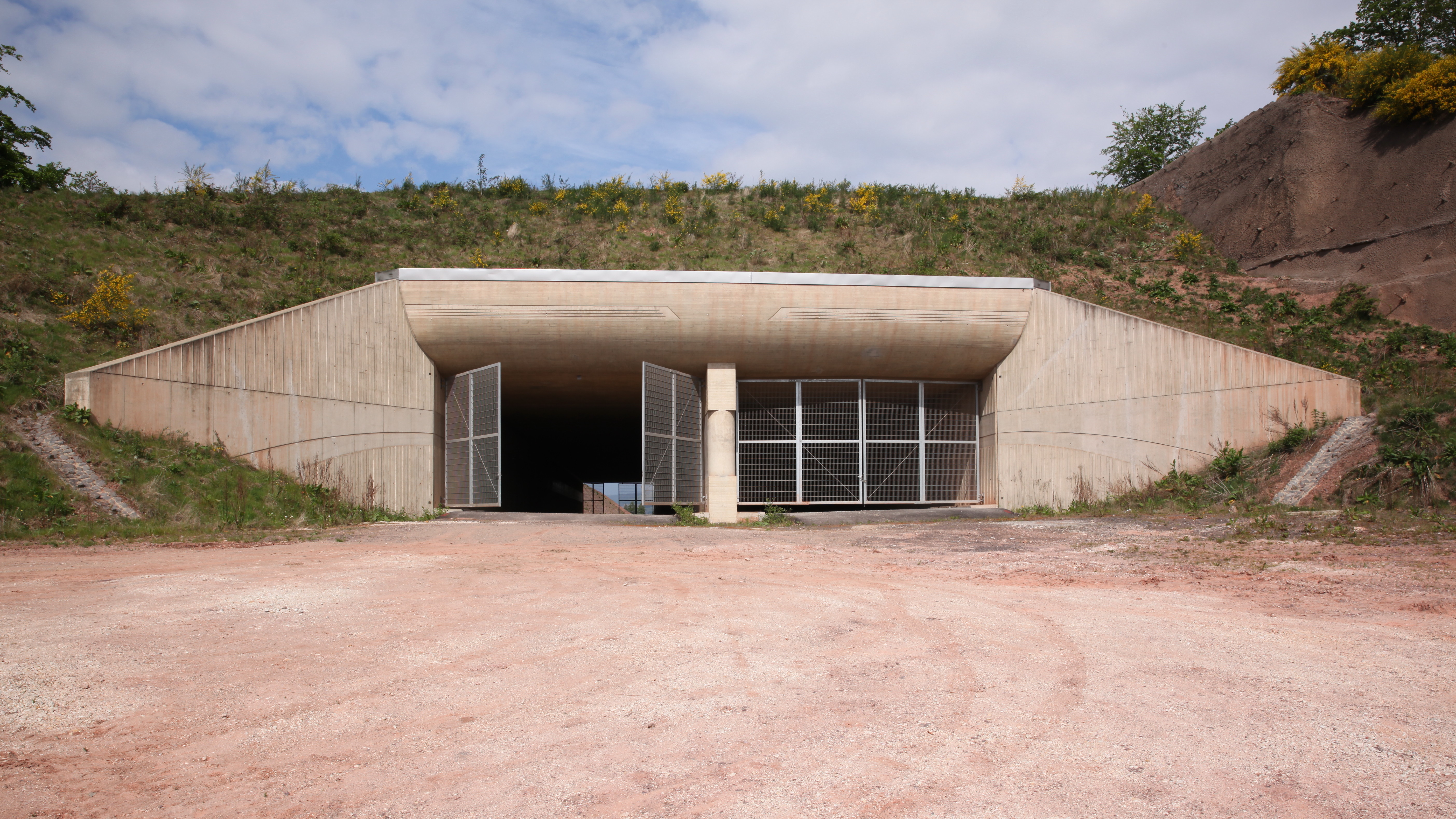
Tunnel auf Eifelseite (Mai 2017)

Der Hochmoselübergang ist ein Teil der 25 Kilometer langen vierspurigen Neubaustrecke der Bundesstraße 50 zwischen dem Autobahnkreuz Wittlich und Longkamp, die seit 21. November 2019 in Betrieb ist. Die autobahnähnliche Neubaustrecke ersetzt die durch Ortschaften verlaufende alte Führung der Bundesstraße 50 und verbindet die A 60 und A 1 bei Wittlich mit der A 61 bei Rheinböllen direkter. Das verkehrspolitische Ziel besteht in einer leistungsfähigen europäischen Fernstraße E 42. Das prägnanteste Bauwerk der Strecke ist die Hochmoselbrücke.
Das Straßenbauprojekt hat nach Angaben des Landesbetrieb Mobilität Rheinland-Pfalz (LBM) bis zum September 2022 insgesamt rund 530 Millionen Euro gekostet.

## Geschichte
Pläne für den Bau einer Hochmoselquerung gab es bereits in den 1960er Jahren. 2009 berichtete das ZDF-Magazin Frontal 21, dass die Pläne auf Heinrich Holkenbrink (CDU) zurückgehen, der 1971 bis 1985 rheinland-pfälzischer Minister für Wirtschaft und Verkehr sowie von 1966 bis 1984 Vorsitzender des CDU-Bezirks Trier war. Holkenbrink wollte eine Truppenaufmarschstraße, um die Nordseehäfen mit den Militärflugplätzen in Eifel und Hunsrück und dem Rhein-Main-Gebiet zu verbinden. Das Projekt wurde aber vom damaligen Bundesverkehrsminister Georg Leber (SPD) aus Kostengründen abgelehnt.
Im Jahr 1968 begannen Planungen, die Wirtschaftszentren und Seehäfen Belgiens an das Rhein-Main-Gebiet anzubinden. Eine durchgehende Bundesautobahn (die A 60) war vorgesehen und sollte von der belgischen Staatsgrenze bis in den Raum Bad Kreuznach / Bingen verlaufen. 1971 wurde die Planung einer Autobahnverbindung (damals A 47 ab Grenze) von Lüttich über Wittlich ins Rhein-Main-Gebiet (heutige A 60 und B 50) in das neue Fernstraßenausbaugesetz aufgenommen, es folgten drei Jahrzehnte Planungsarbeit, in denen es verschiedene Planungen der Streckenvarianten gab.

### Frühere Kostenschätzungen
Die Neubaustrecke sollte ursprünglich insgesamt etwa 330 Millionen Euro kosten. Seit Oktober 2011 wurde nach Angaben des rheinland-pfälzischen Infrastrukturministeriums mit 360 Millionen Euro gerechnet. Im August 2014 nannte der rheinland-pfälzische Verkehrsstaatssekretär Günter Kern Kosten von 456 Millionen Euro und eine zwei Jahre spätere Fertigstellung im Jahr 2019.

## Planfeststellungsbeschluss
Im Jahr 2003 hatte das Oberverwaltungsgericht Rheinland-Pfalz einer Klage der Naturschützer gegen den ersten Planfeststellungsbeschluss teilweise stattgegeben. Die Richter stellten fest, das Vorhaben verstoße gegen die europäische Vogelschutzrichtlinie. Das Bundesverwaltungsgericht in Leipzig hatte eine Revision des Landes damals abgewiesen.
Der Planfeststellungsbeschluss wurde überarbeitet und im Rahmen eines erneuten Planfeststellungsverfahrens als ergänzender Planfeststellungsbeschluss festgestellt, gegen welchen der Bund für Umwelt und Naturschutz Deutschland (BUND) erfolglos klagte. Der achte Senat des Oberverwaltungsgerichts Rheinland-Pfalz hat die Klage der Umweltschutzorganisation gegen den Planfeststellungsbeschluss zum Hochmoselübergang am 22. November 2007 abgewiesen und die Revision zum Bundesverwaltungsgericht nicht zugelassen. Die durch den BUND eingelegte Nichtzulassungsbeschwerde wies das Bundesverwaltungsgericht am 17. Juli 2008 zurück.
Vor dem Petitionsausschuss des Bundestages befindet sich eine Petition zum Vorgang 2011 in der parlamentarischen Prüfung. Im Zuge einer gegen den Bau der Hochmoselquerung gerichteten Petition vor dem Petitionsausschuss des rheinland-pfälzischen Landtags sprach sich dieser gegen einen Baustopp aus.

## Ausbauabschnitte
Der Hochmoselübergang besteht aus den Abschnitten I, IIa und IIb.

### Abschnitt I
Abschnitt I (5,3 Kilometer) befindet sich zwischen dem Autobahnkreuz Wittlich und Platten. Er war seit 2003 in Bau und wurde 2014 dem Verkehr übergeben. Die Kosten werden mit rund 70 Millionen Euro beziffert.

### Abschnitt IIa
Im Abschnitt IIa befindet sich die Moselquerung zwischen Platten und Erden bzw. Lösnich. Kernstück des Abschnittes ist die Hochmoselbrücke in der großen Moselschleife zwischen Bernkastel-Kues und Traben-Trarbach. Das Bauwerk ist rund 1,7 Kilometer lang und 160 Meter hoch. Zum Streckenabschnitt gehören als große Ingenieurbauwerke unter anderem die beiden Talbrücken Bieberbach und Wasserbaum mit jeweils 200 Meter Länge und die Talbrücke Weierborn mit 100 Meter Länge. Am westlichen Moselhang ist außerdem vor der Hochmoselbrücke ein 100 Meter langer Tunnel unter dem Moselhochrücken bei Ürzig vorhanden. Er wurde in offener Bauweise mit einem Rechteckquerschnitt hergestellt. Unmittelbar hinter dem östlichen Brückenkopf der Hochmoselbrücke befindet sich eine Anschlussstelle, die über einen Zubringer die Hauptverkehrsstraßen im Moseltal, ausgehend von der Lösnicher Moselbrücke, direkt mit der B50n verknüpft. Die Bauaufträge erhielten vorwiegend mittelständische Unternehmen aus dem Großraum Trier.

### Abschnitt IIb
Abschnitt IIb liegt zwischen Erden und Longkamp und ist rund 14 Kilometer lang. Die veranschlagten Kosten betrugen 2013 rund 90 Millionen Euro.

## Finanzierung
Nachdem anfangs eine Realisierung der Streckenabschnitte IIa und IIb durch eine Finanzierung über eine Maut, die eine PPP-Gesellschaft für die Benutzung erhebt, und eine Anschubfinanzierung des Staates in Betracht gezogen wurde, erfolgte schließlich die komplette Finanzierung durch den Staat. 20 Millionen Euro der Baukosten trägt das Land, den Rest finanziert der Bund, insbesondere mit Mautmitteln und dem Haushaltsetat für Bundesfernstraßen. Die Verkehrsübergabe des Abschnittes II war zunächst für das Jahr 2016 vorgesehen; offizieller Baubeginn war der 27. April 2009.

## Verkehrsfreigabe
Die Verkehrsfreigabe des Hochmoselübergangs war am 21. November 2019. Ein Jahr später zeigte sich, dass diese Zahlen zu hoch angesetzt waren. 2021 waren laut Verkehrsministerium auf der Hochmoselbrücke im Schnitt täglich (also innerhalb von 24 Stunden) 10.312 Fahrzeuge unterwegs, davon 1664 LKW.

## Vierspuriger Ausbau bis zum Flughafen Hahn
Nach Angaben des Landesbetriebs Mobilität wird es vermutlich noch Jahre dauern, bis die B50 durchgängig auf vier Spuren bis zur A61 befahren werden kann. Die Verbindungsstrecke soll nach Angaben des Landesbetriebs Mobilität in drei Bau-Abschnitten bis zum Flughafen Hahn ausgebaut werden. Es wird eine circa fünf Kilometer lange Verbindungsstrecke von Longkamp bis zum Bahnhof Zolleiche bei Kleinich parallel zur alten B 50 vierspurig gebaut werden mit Beginn am Übergang auf die B 50 alt, die von Longkamp Richtung Belginum führt.

## Kontroverse
Als Hochmoselbrücke wird die Hochbrücke nach dem Vorbild der Winninger Brücke (Fertigstellung 1972) bezeichnet, welche das erste und einzige Bauwerk seiner Art im Bereich der Mittelmosel ist und die Verbindung für den motorisierten Individualverkehr zwischen Wittlich in der Eifel und Morbach im Hunsrück verkürzt.
Befürworter erhoffen sich einen Rückgang des Verkehrsaufkommens in den Ortsgemeinden des Landkreises Bernkastel-Wittlich. Ihrer Ansicht nach werde dadurch die Qualität des Wohnumfeldes gesteigert und die Entwicklung des Tourismus in der Region begünstigt. Ferner werde der Hochmoselübergang die bisher aufgrund des Moseltals schlechte Anbindung des Flughafens Frankfurt-Hahn aus Richtung Norden und Westen verbessern.
Kritiker halten die Baumaßnahme für überflüssig, da die Verbindung zwischen den westlichen Nordseehäfen und dem Rhein-Main-Gebiet über bereits vorhandene Fernstraßen – im ersten Teil die A 61 aus Richtung Venlo bzw. die A 4 aus Richtung Aachen und schließlich zwischen Köln und Frankfurt am Main die A 3 – auf nachweislich kürzerem Wege hergestellt und eine bessere Anbindung des Moseltals durch die ungünstige Streckenführung nicht gegeben sei. Sie berufen sich auch auf die in einer Stellungnahme zum Bundesverkehrswegeplan eingegangene Studie des Diplom-Geographen Herrig (siehe Abschnitt Literatur), in der hinsichtlich der Erreichbarkeitseffekte einerseits und des Eingriffs in die Natur andererseits das Projekt nicht befürwortet wird.
Durch seine Größe stelle der Hochmoselübergang einen erheblichen, nicht ausgleichbaren Eingriff in das Landschaftsbild dar, was sich negativ auf den Tourismus auswirke. Zudem erwarte man eine Störung des Wasserhaushaltes der weltbekannten Weinlagen Wehlener Sonnenuhr, Zeltinger Himmelreich, Graacher Himmelreich und Bernkasteler Doctor, weil die Strecke auf dem sogenannten Moselsporn – einem Ausläufer des Hunsrück – nahe an der Abbruchkante bis zu 15 Meter tief in den Boden gegraben wird.
Laut Aussage der rheinland-pfälzischen Landesregierung werde das Landschaftsbild des Moseltals jedoch vielmehr durch die Umstrukturierungen im Weinbau selbst als durch Straßenbaumaßnahmen verändert. So sei die Anbaufläche im 240 Kilometer langen Moseltal vom Jahr 1989 bis zum Jahr 2009 um circa 4400 Hektar auf circa 8000 Hektar vermindert worden. Weiterhin könne eine Störung des Wasserhaushaltes ausgeschlossen werden, da der Waldgürtel oberhalb des südwestlichen Weinhangs durchgehend erhalten bleibe. Außerdem werde die Trasse auf dem Moselsporn größtenteils nördlich in unmittelbarer Nähe der Wasserscheide verlaufen, wodurch eine Beeinflussung der Rebflächen ausgeschlossen sei. In dem Abschnitt, wo die Trasse innerhalb des Südteils der Wasserscheide verlaufe, werde das im Bereich der Trasse anfallende Oberflächenwasser unmittelbar wieder dem Boden zugeführt und nicht großräumig abgeleitet, womit der Aufrechterhaltung des lateralen Wasserhaushaltes Rechnung getragen werde. Die Landesregierung bemängelt vor allem die Vorgehensweise der Kritiker des Projektes, die weltweit in den Medien von einer „Zerstörung des Moseltals“ sprechen und damit der Tourismus- und Weinregion Mosel einen viel schwerwiegenderen Imageschaden zufügen würden als das Projekt selbst.
Zu den prominentesten Kritikern des Baus gehören die internationalen Weinexperten Hugh Johnson, Jancis Robinson und Stuart Pigott  sowie die Spitzenwinzer Ernst Loosen, Katharina Prüm und Markus Molitor. Sie bezweifeln die Aussagen der Landesregierung, dass die massive Bautätigkeit ohne Folgen für den Wasserhaushalt der weltberühmten Weinlagen seien, zumal es dazu kein eigenes Gutachten gibt. Sie fordern einen verantwortungsvollen Umgang mit diesen Weinlagen und der Mosel-Kulturlandschaft insgesamt, was durch den Bau des Hochmoselübergangs nicht gegeben sei.
Während die SPD ebenso wie die CDU und FDP den Bau befürwortet, lehnen die Grünen sowie die Linke das Projekt ab.
Nach der Landtagswahl im April 2011 in Rheinland-Pfalz haben die regierende SPD und der neue Koalitionspartner Die Grünen vereinbart, den Hochmoselübergang fertigzustellen. Dafür wurde auf den Bau der ebenfalls umstrittenen Mittelrheinbrücke verzichtet.
Verkehrszählungen aus dem Jahr 2021 belegen mittlerweile, dass das Verkehrsaufkommen in der Vergangenheit deutlich überschätzt worden ist. So ist das Verkehrsaufkommen laut Berichten aus dem Herbst 2021 deutlich weniger als halb so hoch wie prognostiziert.